# Huapaque 1ra. Sección
Huapaque 1ra. Sección är en ort i Mexiko.   Den ligger i kommunen Juárez och delstaten Chiapas, i den sydöstra delen av landet, 600 km öster om huvudstaden Mexico City. Huapaque 1ra. Sección ligger 69 meter över havet och antalet invånare är 587.
Terrängen runt Huapaque 1ra. Sección är platt. Runt Huapaque 1ra. Sección är det ganska glesbefolkat, med 27 invånare per kvadratkilometer. Närmaste större samhälle är Huimanguillo, 17,1 km nordväst om Huapaque 1ra. Sección. Omgivningarna runt Huapaque 1ra. Sección är en mosaik av jordbruksmark och naturlig växtlighet.